# Youngsville (Luizjana)
Youngsville – miasto w Stanach Zjednoczonych, w stanie Luizjana, w parafii Lafayette.